# God's Country
God's Country é um filme do gênero documentário dirigido pelo diretor francês Louis Malle, lançado no ano de 1985.

## Enredo
No longa-metragem documental é retratada a cidade de Glencoe, no interior do estado de Minnesota, uma cidade de economia concentrada na agricultura e pecuária.As primeiras  imagens mostra uma próspera comunidade agrícola que inicialmente foram filmadas em 1979 para um documentário da PBS.
Nos seis anos seguintes, Malle estava ocupada demais com outros projetos para terminar este trabalho. Ele retornou em 1985 para um acompanhamento e encontrou a comunidade reagindo à crise de superprodução de meados dos anos 80 no país agrícola. Com execuções hipotecárias semanais em fazendas familiares e muitas famílias se mudando para o sul, Malle documentou um sentimento de frustração e apreensão por parte dos mesmos participantes que ele havia feito amizade em tempos melhores apenas meia década antes.
Politicamente, o país tinha passado de um governo democrata de Jimmy Carter, para um republicano de Ronald Reagan.

## Lançamento
O filme foi lançado na PBS, emissora pública dos Estados Unidos.

## Mídia caseira
O filme está presente no box de DVD, "The Louis Malle Documentary Collection" lançada em 2017. Também foi lançado em DVD pela Turner Classic Movies.

## Recepção da crítica
Jenni Olson, do The Criterion Collection, fez crítica favorável ao filme e anotou que "foi um filme que a influenciou como cineasta e que consegue captar essência das pessoas".
Michael Koresky, também do The Criterion Collection, elogia o filme e pontua que: "O grande desafio de um documentário como o "God's Country" é que ele se passa em uma cidade onde, aparentemente, "nada acontece". No entanto, por meio de sua câmera, Malle se torna uma espécie de Alexis de Tocqueville do final do século XX, olhando com admiração e fascinação um modo de vida quase tão estranho para ele quanto o da Índia."